# دكتور دوليتل (فلم)
دكتور دوليتل (بالإنجليزية: Doctor Dolittle) هو فيلم موسيقي تم إنتاجه في الولايات المتحدة وصدر في سنة 1967. الفيلم من إخراج ريتشارد فليشر.

## بطولة
- ريكس هاريسون
- سامانثا إيجر
- ريتشارد أتينبورو

### ترشيحات وجوائز
| السنة | الحدث  | الفئة      | النتيجة  |
| ----- | ------ | ---------- | -------- |
|       | أوسكار | أفضل أغنية | فـــــوز |

## الميزانية والإيرادات
بلغت تكلفة إنتاج الفيلم حوالي 17,015,000 دولار بينما حقق أرباحا تقدر بـ 9,000,000 دولار.

## وصلات خارجية
- مقالات تستعمل روابط فنية بلا صلة مع ويكي بيانات